# Zuzana Rehák-Štefečeková
Zuzana Štefečeková (née le 15 janvier 1984 à Nitra) est une tireuse sportive slovaque, spécialiste de la fosse olympique. 

## Carrière
Zuzana Štefečeková obtient la médaille d'argent des Jeux olympiques d'été de 2008 à Pékin. En 2010, elle remporte le Championnat du monde à Munich. 
Elle est de nouveau médaillée d'argent aux Jeux olympiques de Londres en 2012.
Qualifiée une troisième fois, elle ne participe pas aux Jeux de Rio en 2016 pour cause de maternité. Elle y reviendra cinq ans plus tard pour les Jeux olympiques de Tokyo en 2020 avec cette fois-ci le titre olympique.
- Championnats du monde de fusil de chasse 2011, Trap